# 德瑛 (伊尔根觉罗氏)
德瑛（穆麟德轉寫：deing，？—1815年），伊爾根覺羅氏，滿洲鑲黃旗人，清朝政治人物。安泰之子。
乾隆二十四年，任戶部筆帖式。乾隆三十二年，襲雲騎尉。乾隆三十六年，兼印務章京。乾隆三十七年，任副參領。乾隆四十五年，任參領。次年，任通政使司副使，兼任印務參領。乾隆四十八年，任光祿寺卿。乾隆五十一年，任太常寺卿。次年，任光祿寺卿。乾隆五十四年，任太常寺卿。乾隆五十五年，任奉天府府尹。次年任內閣學士兼禮部侍郎銜。乾隆五十七年，任盛京禮部侍郎。嘉慶二年，任盛京刑部侍郎，后兼奉天府府尹。嘉慶四年，任刑部右侍郎、正紅旗漢軍副都統、正白旗滿洲副都統。嘉慶七年，任刑部尚書、管理繙書房事務，任正白旗漢軍都統、會典館副總裁、鑲藍旗滿洲都統、軍機處行走、紫禁城騎馬。嘉慶八年，任實錄館副總裁、崇文門副監督。嘉慶九年，任吏部尚書。嘉慶十一年，署刑部尚書，任戶部尚書。嘉慶十二年，任實錄館正總裁。加太子少保。嘉慶十四年，兼署工部尚書。任正紅旗漢軍副都統。